# جائزة اختيار الأطفال نكلوديون 2013

ملصق المهرجان

جائزة اختيار الأطفال نكلوديون السادس والعشرون هو حفل جوائز عقد في 23 مارس في عام 2013 في مركز جالينوس في لوس انجليس كاليفورنيا. بدء التصويت للفئات في يوم الخميس 14 فبراير 2013. قدمت الحفل جوش دوهامل ودانييلا مونيه. وعرض على الهواء مباشرة على Nickelodeon وMTV Middle East وDubai One وMBC4 في الشرق الأوسط وشمال أفريقيا.

## تقديم
- جوش دوهامل
- دانييلا مونيه

## عروض موسيقية
- بيتبول (مغني) وكريستينا أغيليرا
- كشا

## متحدثون
| - ساندرا بولوك - ستيف كارل - ميراندا كوسجروف - كالي كوكو - غابريلا دوغلاس - اريانا جراندي - لوسي هيل - نيل بارتيك هاريس | - كوري مونتيث - كريس باين - جيدن سميث - آشلي تيسدال |

## ضيف خاص
| - أماندا سيفريد - جوش هوتشرسن - فيرغي - ستيفن تيلور - ميغان فوكس | - نيك كانون - ريكو رودريجيز - ذا ميز |

## أفلام
| - سبايدرمان المذهل (فيلم 2012) - المنتقمون (فيلم) - مباريات الجوع (فيلم) (الفائز) - أسطورة مريدا (فيلم 2012) - مدغشقر 3: الأكثر طلبًا في أوربا - رالف المدمر (الفائز) - كريس روك مدغشقر 3: الأكثر طلبًا في أوربا - آدم ساندلر دراكولا (رواية) فندق ترانسلفانيا (الفائز) - بن ستيلر مدغشقر 3: الأكثر طلبًا في أوربا - تايلور سويفت - جوني ديب الظلال الداكنة (فيلم) (الفائز) - الرجل العنكبوت سبايدرمان المذهل (فيلم 2012) - زاكاري جوردون - ويل سميث من إن بلاك 3 | - فانيسا هادجنز الرحلة 2: الجزيرة الغامضة - سكارليت جوهانسون المنتقمون (فيلم) - جينفير لورنس مباريات الجوع (فيلم) - كريستين ستيوارت بيلا سوان (الفائز) - روبرت داوني جونير آيرون مان/آيرون مان المنتقمون (فيلم) - الرجل العنكبوت سبايدرمان المذهل (فيلم 2012) - ثور (رسوم مارفل الهزلية) المنتقمون (فيلم) - دوين جونسون الرحلة 2: الجزيرة الغامضة (الفائز) - آن هاثاواي نهوض فارس الظلام (فيلم) - سكارليت جوهانسون المنتقمون (فيلم) - جينفير لورنس مباريات الجوع (فيلم) - كريستين ستيوارت بياض الثلج بياض الثلج والصياد (فيلم) (الفائز) |

## موسيقى
| - "Call Me Maybe" - كارلي راي جيبسن - «غانغنم ستايل» - ساي (فنان ترفيهي) - «نحن لن نعود لبعضنا أبدا» - تايلور سويفت - «ما الذي يجعلك جميلة» - ون دايركشن (الفائز) - بون جوفي - مارون 5 - ون دايركشن (الفائز) | - جستن بيبر (الفائز) - برونو مارس - أشر - أديل - كايتي بيري (الفائز) - بينك (مغنية) - تايلور سويفت |

## تلفزيون
| - آي كارلي - المنتصر (مسرحية) (الفائز) - ويزردز أوف ويفرلي بليس - ميراندا كوسجروف آي كارلي - سيلينا غوميز ويزردز أوف ويفرلي بليس (الفائز) - بريجيت مندلر - الوالدان السحريان - فارس وفادي - سبونجبوب (الفائز) - توم وجيري | - أمريكا غوت تالنت - أمريكان آيدول - وايب أوت (الفائز) - لوكاس كروكشانك |

## رياضة
| - ليبرون جيمز (الفائز) - مايكل فيلبس | - غابريلا دوغلاس - دانيكا باتريك (الفائز) - سيرينا ويليامز - فينوس ويليامز |

## مشاهير
| - سايمون كاول (الفائز) - توم هيدليستون المنتقمون (فيلم) - جوليا روبرتس مرآتي يا مرآتي (فيلم) - هاري بوتر - مباريات الجوع (سلسلة) (الفائز) | - الطيور الغاضبة - ماين كرافت - جاست دانس 4 (الفائز) - وي سبورتز - جائزة اختيار الأطفال نكلوديون 2013 على موقع IMDb (الإنجليزية) - جائزة اختيار الأطفال نكلوديون 2013 على موقع كينوبويسك (الروسية) 1. |